# James Moll
James Moll é um cineasta estadunidense, especialista na realização de documentários. O diretor já venceu um Oscar, dois Emmy e um Grammy, além de ser um membro do Directors Guild of America (DGA). Fundador da Allentown Productions Inc., inúmeras de suas obras foram produzidas pelo Universal Studios.

## Filmografia
- Obey Giant (2017)
- Farmland (2014)
- Foo Fighters: Back and Forth (2011)
- Running the Sahara (2008)
- Inheritance (2006)
- Price for Peace (2002)
- The Last Days (1998)